# Bafatá (regio)
Bafatá is een van de acht regio's van Guinee-Bissau en is centraal gelegen in het land. In 2004 telde de regio van net geen 6000 vierkante kilometer zo'n 183.000 inwoners. De hoofdstad van de regio is eveneens Bafatá geheten.

## Grenzen
Bafatá grenst in het noorden aan een buurland van Guinee-Bissau:
- De regio Kolda van Senegal in het noorden.

De regio heeft ook vier regionale grenzen:
- Met Gabú in het oosten.
- Met Tombali in het zuiden.
- Met Quinara in het zuidwesten.
- En met Oio in het westen.

## Sectoren
De regio is onderverdeeld in zeven sectoren:
- Bafatá
- Bambadinca
- Contuboel
- Sonaco
- Galomaro
- Gamamundo
- Xitole

Bafatá · Biombo · Bissau · Bolama · Cacheu · Gabú · Oio · Quinara · Tombali